# Paolo Damiani
Paolo Damiani (Rome, 26 maart 1952) is een Italiaanse jazzcellist, contrabassist en bigbandleider. Hij is actief in de avant garde-jazz en postbop. Hij heeft opgetreden met musici als Gianluigi Trovesi, Kenny Wheeler, Tony Oxley, Paolo Fresu en John Taylor, tevens werkte hij mee aan albums van Deep Forest en Bauhaus.

## Biografie
Damiani studeerde architectuur in Rome, hij studeerde in 1976 af. Daarna studeerde hij compositie, onder andere bij Bruno Tommaso en Giorgio Gaslini. Met Gaslini's groep maakte hij in 1977 zijn eerste opnames. In 1983 nam hij zelf onder eigen naam op, met een kwartet met mede-leider Gianluigi Trovesi. Damiani werkte ook met Albert Mangelsdorff, Charlie Mariano, Anouar Brahem, Miroslav Vitouš, kenny Wheeler, Cecil Taylor, John Surman, Louis Sclavis, Enrico Rava en François Jeanneau.
Sinds 1982 leidt hij het jazzfestival van Roccella Jonica en in 1988 ging hij met Armand Meignan het festival in "Una striscia di terra teconda" leiden. In 1983 ging hij lesgeven aan het conservatorium van L'Aquila. In 2000 werd hij de eerste buitenlandse leider van het Orchestre National de Jazz (tot 2002). Hij speelt regelmatig in het Italian Instabile Orchestra en leidt een kwintet, Mediana. tevens werkt hij met een sextet. Hij componeerde balletmuziek (met schrijver Stefano Benni) en muziek voor theater.
Vanaf 1996 was hij president van de Associazione Nazionale Musicisti Jazz.
In 2002 ontving hij de Django d'Or (Italië).

## Discografie
Als leider
- Poor Memory: Live in Atima (Splasc(H), 1987)
- Song Tong (Splasc(H), 1991)
- Eso (Splasc(H), 1993)
- Mediana (Egea, 1999)
- Charmediterranéen (ECM, 2003)
- Al Tempo Che Farà (Egea, 2007)
- Provvisorio (Splasc(h), 2010)
- Is Ensemble (Via Veneto Jazz)
- Pane e Tempesta (2010)
- Seven Sketches in Music (2015)[2]

- Bibliothèque nationale de France: cb13982842d (data)
- Gemeinsame Normdatei: 135282195
- International Standard Name Identifier: 0000 0000 5519 1183
- Library of Congress Control Number: no98016323
- MusicBrainz: 0300473c-f210-4e5d-aefc-f66df05e9fc3
- Nationale Bibliotheek van Israël: 987007349419605171
- Istituto Centrale per il Catalogo Unico: UBOV865699
- Système universitaire de documentation: 182439097
- Virtual International Authority File: 66659758
- WorldCat: E39PBJdRwPXw7QwtXyVBbwTj4q